# Robin Atkin Downes
Robin Atkin Downes (Londra, 6 settembre 1976) è un attore e doppiatore britannico, noto soprattutto per il ruolo del villain Doomsday nel film Batman v Superman: Dawn of Justice e per il suo doppiaggio del Medico nel videogioco Team Fortress 2.

## Biografia
Ha lavorato non accreditato con registi del calibro di Peter Berg e Ridley Scott.
Raggiunge la notorietà interpretando Doomsday in Batman v Superman Dawn of Justice (2016) di Zack Snyder e in Suicide Squad (2016) di David Ayer.
Svolge l'attività di doppiatore in film (Transformers), serie Tv animate e videogame.

## Vita privata
Vive a Los Angeles ed è sposato con l'attrice Michael Ann Young.

## Filmografia

### Attore

#### Cinema
- The Werewolf Reborn!, regia di Jeff Burr (1998)
- Babylon Park: Grudgematch, regia di Christopher Russo, cortometraggio (2000)
- Glaadiator, regia di Luka Pecel, cortometraggio (2002)
- High Voltage, regia di Luka Pecel (2002)
- The Kingdom, regia di Peter Berg (2007) – non accreditato
- For Pete's Wake!, regia di James Alari e Robin Atkin Downes (2007)
- Nessuna verità (Body of Lies), regia di Ridley Scott (2008) – non accreditato
- Battleship, regia di Peter Berg (2012)
- Batman v Superman: Dawn of Justice, regia di Zack Snyder (2016)
- Suicide Squad, regia di David Ayer (2016)

#### Televisione
- Babylon 5 – serie TV, 9 episodi (1997-1998)
- Buffy l'ammazzavampiri (Buffy the Vampire Slayer) – serie TV, episodio 2x05 (1997)
- Beverly Hills 90210 – serie TV, episodio 9x06 (1998)
- Nash Bridges – serie TV, episodio 5x08 (1999)
- Streghe (Charmed) – serie TV, episodio 2x18 (2000)
- Angel – serie TV, episodio 2x18 (2001) – non accreditato
- Lost – serie TV, episodio 2x14 (2006)
- CSI: Miami – serie TV, episodio 5x04 (2006)
- Entourage – serie TV, episodio 4x10 (2007)
- In Plain Sight - Protezione testimoni (In Plain Sight) – serie TV, episodio 1x05 (2008)
- The Starter Wife – serie TV, episodi 1x06-1x07-1x10 (2008)
- NCIS: Los Angeles – serie TV, episodio 2x24 (2011)
- Criminal Minds – serie TV, episodio 7x01 (2011)

### Doppiatore
- Babylon Park: Frightspace – cortometraggio (1999)
- Steamboy, regia di Katsuhiro Ōtomo (2004)
- Geppetto's Secret, regia di Mark Schimmel (2005)
- Ben 10 – serie animata, episodio 1x03 (2006)
- 3ciento - Chi l'ha duro... la vince (Meet the Spartans), regia di Jason Friedberg e Aaron Seltzer – narratore (2008) – non accreditato
- Justice League: The New Frontier, regia di Dave Bullock (2008)
- Le avventure del topino Despereaux (The Tale of Despereaux), regia di Sam Fell e Robert Stevenhagen (2008) – non accreditato
- Transformers - La vendetta del caduto (Transformers 2: Revenge of the Fallen), regia di Michael Bay (2009)
- Star Wars: The Clone Wars – serie animata, 11 episodi (2009-2014)
- Avengers - I più potenti eroi della Terra (The Avengers: Earth's Mightiest Heroes) – serie animata, 8 episodi (2010-2012)
- Regular Show – serie animata, 18 episodi (2010-2017)
- Thundercats – serie animata, 14 episodi (2011-2012)
- Hansel & Gretel - Cacciatori di streghe (Hansel and Gretel: Witch Hunters), regia di Tommy Wirkola (2013)
- Postino Pat - Il film (Postman Pat: The Movie), regia di Mike Disa (2014)
- The Strain – serie TV, 30 episodi (2014-2017)
- The Conjuring - Il caso Enfield (The Conjuring 2), regia di James Wan (2016)
- Star Wars Rebels - serie animata, 2 episodi (2016)
- Voltron: Legendary Defender – serie animata, 6 episodi (2016-2017)
- DuckTales – serie animata, episodio 1x07 (2017)
- Kingdom Hearts III - videogioco (2019)
- Star Wars: The Bad Batch - serie animata, 2 episodi (2021)

## Doppiaggio

### Videogiochi
- Travis Touchdown in No More Heroes, No More Heroes 2: Desperate Struggle, Travis Strikes Again: No More Heroes e No More Heroes 3
- Ciclope in X-Men: Next Dimension
- Gutierrez in Tom Clancy's Rainbow Six 3: Raven Shield
- William Shakespeare in Lionheart
- Griff Vao, Mekel, Vulkar Mechanic in Star Wars: Knights of the Old Republic
- Paavo in Alter Echo
- Altessa, Botta, Origin in Tales of Symphonia
- Guerrieri in Gladius
- Sarkli, soldato ribelle 1 ed altri in Star Wars: Rogue Squadron III - Rebel Strike
- Masumi Makimura, uomo ucciso, burattinaio, abitante in Project Zero II: Crimson Butterfly
- Legolas e Elven Lightbearer in The Lord of the Rings: War of the Ring
- Hidemitsu Samanosuke Akechi in Onimusha 3: Demon Siege
- Gamov in Ninja Gaiden
- Garino Creale Corsione, Hotel Manager in Gungrave: Overdose
- Samanosuke Akechi in Onimusha Blade Warriors
- Dr. Richard Davies, Henry Nelson, Richard Price in Doom 3
- Drizzt Do'Urden, elfo maschio 1 e 2 in Forgotten Realms: Demon Stone
- Maggiore Ingram in Call of Duty: United Offensive
- Shark diner 2, whale washer 3, Shopkeeper fish in Shark Tale
- Ciclope, Pyro in X-Men Legends
- Snowblind, stillwell, repubblicano 2, soldato 2, carcerato 2 in The Punisher
- Profeta del rimorso in Halo 2
- Carlysle, Capitano russo in Call of Duty: L'ora degli eroi
- Trip, Copper, Phil, Boris, fratello di Kanker in Vampire: The Masquerade - Bloodlines
- Il Principe in Prince of Persia: Spirito guerriero
- Nikko in Star Wars: Knights of the Old Republic II: The Sith Lords
- Tenente Stilwell in Project: Snowblind
- Ganguun Prete in Rise of the Kasai
- Sagacious Zu, Bladed Thesis, Thug Slimy, Merchant in Jade Empire
- Lorenzo da bambino, Lorenzo da ragazzo in Haunting Ground
- Principer Rurik di Ascalon in Guild Wars
- Mr. Fantastic Classico in I Fantastici 4
- Hiro Kasai in Killer7
- Genmei, Lei Gai in Kingdom of Paradise
- Dieter Weber, Jamamurad in Tom Clancy's Rainbow Six: Lockdown
- Kael, Silverblade in Dungeons & Dragons: Dragonshard
- Underwood in SOCOM: U.S. Navy SEALs Fireteam Bravo
- Hootie, Fat Sam in Gun
- Il Merovingio, Agente Thompson in The Path of Neo
- Jingu in Yakuza
- Luxord in Kingdom Hearts II
- Pere Francois in The Outfit
- Kazuhira Miller in Metal Gear Solid: Peace Walker, Metal Gear Solid V: Ground Zeroes, Metal Gear Solid V: The Phantom Pain
- Il medico in Team Fortress 2
- Faldio Landzaat in Valkyria Chronicles
- Brynjolf in The Elder Scrolls V: Skyrim
- L'Enigmista in Batman: The Enemy Within
- Yasha in Asura's Wrath'
- Atoq Navarro in Uncharted: Drake's Fortune
- Talbot in Uncharted 3: L'inganno Di Drake
- Vincent Perez in Uncharted: L'abisso d'oro
- Hector Alcazar in Uncharted 4: Fine Di Un Ladro
- Robert in The Last of Us
- Golem in Call of Duty: Modern Warfare (2019)
- Imperatore Nefarious in Ratchet & Clank: Rift Apart
- Ballistic in Apex Legends
- Conrad Roth in Tomb Raider
- Rico Rodriguez in Just Cause [2]
- Doc Oliver in Bulletstorm [3]

## Doppiatori italiani
Nelle versioni in italiano delle opere in cui ha recitato, Robin Atkin Downes è stato doppiato da:
- Giorgio Borghetti in Babylon 5
- Massimiliano Alto in Beverly Hills 90210
- Luca Biagini in Streghe
- Roberto Gammino in Criminal Minds
- Alessandro Messina in Suicide Squad
- Alessandro Budroni in The Umbrella Academy

Da doppiatore è sostituito da:
- Roberto Chevalier in Steamboy
- Dario Oppido in Resistance 2
- Ugo Maria Morosi in 3ciento - Chi l'ha duro... la vince
- Enrico Di Troia in Star Wars: The Clone Wars
- Ambrogio Colombo in Avengers - I più potenti eroi della Terra
- Vladimiro Conti in Thundercats
- Stefano Benassi in Postino Pat - Il film
- Mario Cordova in The Strain
- Ivo De Palma in Uncharted: Drake's Fortune
- Andrea Guido Failla in Resistance: Retribution
- Federico Danti in Uncharted 3: L'inganno di Drake
- Luca Ghignone in The Last of Us
- Mario Zucca in Uncharted 4: Fine di un ladro
- Luciano De Ambrosis in The Conjuring - Il caso Enfield
- Luigi Scribani in Supergirl
- Antonio Sanna in Star Wars Rebels
- Leonardo Gajo in Gears 5
- Emanuele Durante in Call of Duty: Modern Warfare (2019)
- Saverio Indrio in DuckTales
- Giorgio Borghetti in Star Wars: The Bad Batch
- Marco Pagani in Ratchet & Clank: Rift Apart[4]
- Cesare Rasini in Tomb Raider [5]
- Walter Rivetti in Just Cause
- Riccardo Rovatti in Bulletstorm [3]